# Honi soit qui mal y pense

Motto Honi soit qui mal y pense je „obtočeno“ okolo štítu na verzi státního znaku Spojeného království používaného mimo Skotsko. Na svitku pod štítem lze vidět související Dieu et mon droit

Honi soit qui mal y pense ([ɔni swa ki mal i pɑ̃s]) je rčení v anglonormanštině, dialektu starofrancouzštiny, kterým mluvila středověká vládnoucí třída v Anglii. Znamená doslova „hanba tomu, kdo o něm špatně smýšlí“, překládá se také jako „hanba tomu, kdo si o něm myslí něco zlého“. Používá se jako motto britského rytířského Podvazkového řádu. V současném francouzském užití může být použito také ironicky, a to s cílem upozornit na přítomnost skrytých záměrů nebo střetu zájmů.

## Původ

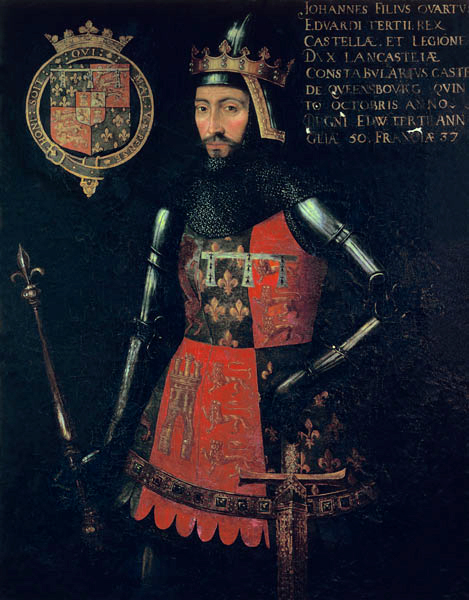
Erb Jana z Gentu obsahující podvazek a heslo Honi soit qui mal y pense (Vyobrazení ze 16. století)

V anglo-normanštině, dialektu starofrancouzštiny, kterým mluvila středověká vládnoucí vrstva v Anglii, se objevuje koncem 14. století ve středoanglické básni Sir Gawain a Zelený rytíř jako hony soyt qui mal pence. Nachází se na samotném konci rukopisu básně, připsáno ale bylo až v pozdější době. Báseň je spojena s Podvazkovým řádem a významnou roli v ní hraje opasek, který je svým erotickým podtextem velmi podobný podvazku. Hrubý ekvivalent řádového hesla byl identifikován v Gawainově zvolání corsed worth cowarddyse and couetyse boþe („prokleta budiž zbabělost i žádostivost“, v. 2374). Ačkoli autor básně zůstává sporný, zdá se, že existuje spojitost mezi dvěma nejvyššími kandidáty a Podvazkovým řádem, Janem z Gentu a Enguerrandem de Coucy, sedmým sirem de Coucy. De Coucy se oženil s dcerou krále Eduarda III. Isabelou a v den svatby mu bylo sděleno přijetí do Podvazkového řádu.
Podle historika Eliase Ashmola byl Podvazkový řád založen ve chvíli, kdy se anglický král Eduard III. připravoval na bitvu u Kresčaku a jako bojový signál „vytasil svůj vlastní podvazek“.
Podle knihy Anglica Historia od Polydora Virgila, napsané v letech 1512–1513, tedy 166 let po této události, byla příčinou vzniku triviální nehoda na jedné dvorské akci. Král Eduard III. tančil s Janou z Kentu, svou první sestřenicí a snachou, na plese pořádaném v Calais na oslavu pádu města po bitvě u Kresčaku. Podvazek jí měl sklouznout až ke kotníku a okolí se jejímu ponížení smálo. Eduard si podvazek obtočil kolem nohy a řekl: „Honi soit qui mal y pense. Tel qui s'en rit aujourd'hui, s'honorera de la porter“. („Hanba každému, kdo si o tom pomyslí něco zlého. Ten, kdo se tomu směje dnes, bude hrdý na to, že ho může nosit“.) Pro většinu badatelů je tato verze apokryfní, protože neexistují žádné dobové prameny a podvazky v té době ženy nenosily.
Podle Davida Nashe Forda:
Přestože Eduard III. navenek prohlašoval, že Podvazkový řád je obnovou Kulatého stolu, je pravděpodobné, že niterně měl být jeho vznik vlastně snahou získat podporu pro svůj pochybný nárok na francouzský trůn. Heslo řádu je odsouzením těch, kdo smýšlejí špatně o nějakém konkrétním projektu, a nikoli pouhým zbožným vzýváním zla na špatně smýšlející obecně. „Hanba tomu, kdo o tom zle smýšlí“ bylo pravděpodobně namířeno proti každému, kdo by se měl postavit proti královu záměru na francouzskou korunu.

## Heraldické použití
V anglické heraldice se motto Honi soit qui mal y pense používá buďto samostatně na svitku s mottem, nebo je uvedeno na kruhovém vyobrazení Podvazku. Rytíři a dámy Podvazku jsou oprávněni si tento Podvazek s tímto mottem „obtočit“ kolem svého erbu (např. John Churchill, vévoda z Marlborough). Posledně jmenovaný způsob užití lze vidět ve státním znaku Spojeného království, kde je související motto Dieu et mon droit zobrazeno na svitku pod štítem. Jako součást státního znaku je motto Honi soit qui mal y pense zobrazeno na mnoha veřejných budovách ve Velké Británii a na veřejných budovách z koloniální éry v různých částech Commonwealthu (například na všech soudech v Anglii a Walesu). Státní znak (a motto) se objevuje na mnoha britských vládních úředních dokumentech (např. na přední straně současných britských pasů); na obalech a tiskovinách společností působících na základě královského zřízení (např. na praporu deníku The Times, který používá královský erb Velké Británie z let 1714 až 1800); a používají jej i další subjekty, které takto britský panovník vyznamenal (např. jako oficiální znak královské jachty Britannia).